# 台灣首府大學
台灣首府大學（英語：Taiwan Shoufu University、TSU，全名台灣首府學校財團法人台灣首府大學，常簡稱為台首大、首府大學）是曾經存在過的一所位於臺灣臺南市麻豆區的私立大學，2000年創校。設有教育與設計、休閒產業及旅館管理三個學院，計有六個學系、三研究所，並附設兩間五星級教學飯店蓮潭國際會館、高雄國際會館。2022年教育部核定全面停止招生，2023年7月31日停辦。2024年校舍轉型為臺南市政府曾文市政園區。

## 校史

### 前身
- 2000年，前教育部中部辦公室主任王宮田與前立法委員黃秀孟奉教育部之核准創立致遠管理學院，設有工業管理學系、幼兒教育學系、醫務管理學系、應用日語學系、應用英語學系、資訊管理學系、企業管理學系、財務金融學系、餐飲管理學系、觀光休閒學系、教育研究所、營建管理學系。並自民國89學年度開始招生，積極響應教育部獎勵私人捐資興學，以培育國家高級專業人才。[3]首任校長為前臺北市政府教育局局長郭生玉。
- 2002年：增設資訊工程學系、網路與電訊工程學系。
- 2003年：工業管理學系改名工業工程與管理學系。網路與電訊工程學系改名網路通訊學系。
- 2004年：增設環境資源學系。餐飲管理學系改名餐旅管理學系。
- 2007年：延攬前國立高雄餐旅學院校長李福登進入董事會，以協助其教學飯店。增設工業工程管理系碩士班。網路通訊學系改名電腦與通訊學系；環境資源學系改名環境資源工程學系；餐旅管理學系改名餐旅暨食品管理學系；營建管理學系改名營建科技與空間資訊學系。
- 2008年：資訊工程學系改名多媒體與動畫設計學系；電腦與通訊學系改名電機工程學系；營建科技與空間資訊學系改名休閒設施規劃與管理學系；觀光休閒學系改名觀光事業管理學系；環境資源學系改名觀光資源與環境學系；餐旅暨食品管理學系改名餐旅管理學系。
- 2009年：多媒體與動畫設計學系改名資訊與多媒體設計學系；工業工程與管理學系改名工業管理學系；電機工程學系改名數位資訊學系；醫務管理學系改名健康事業管理學系。觀光資源與環境學系併入休閒設施規劃與管理學系。

### 改名
- 2010年8月：改名台灣首府學校財團法人台灣首府大學。成立設計、人文教育、休閒產業等三學院。增設文化創意產業學位學程、旅館管理學位學程、商品開發與設計學系。資訊管理學系改名休閒資訊管理學系、健康事業管理學系改名健康與美容事業管理學系、數位資訊學系改名數位娛樂與遊戲設計學系。應用日語學系與應用英語學系合併為應用外語學系，並分設日語組、英語組。停招財務金融學系、工業管理學系。休閒事業管理學系與休閒設施規劃與管理學系合併為休閒管理學系。
- 2012年12月：接受高等教育評鑑中心基金會100年度下半年校務評鑑，評鑑結果「學校定位」、「教學資源」、「辦學績效」及「品保機制」等方面成績尚可。
- 2013年1月：餐旅管理學系分設經營管理組、烘焙組之分組。
- 2014年：增設烘焙管理學系。停招健康與美容事業管理學系。旅館管理學位學程改名飯店管理學系。餐旅管理學系取消經營管理組、烘焙組。同年11月，高雄國際會館開幕。
- 2015年：文化創意產業學士學位學程改名美術工藝文化創意產業學士學位學程。停招應用外語學系、商品開發與設計學系、數位娛樂與遊戲設計學系。同年3月，獲教育部邀請參與 「高教創新轉型論壇」分享台灣首府大學附屬機構─蓮潭國際會館創新經營成功案例探討。
- 2016年：原人文教育、休閒產業、設計等三學院，調整為教育與設計學院、休閒產業學院及旅館管理學院。停招資訊與多媒體設計學系碩士班。
- 2017年：停招美術工藝文化創意產業學士學位學程、工業管理研究所、幼兒教育學系進修學士班、資訊與多媒體設計學系進修學士班。
- 2019年：停招企業管理學系、休閒資訊管理學系、休閒管理學系、資訊與多媒體設計學系。觀光事業管理學系分設經營管理組、休閒旅遊組。同年8月1日，調整學院系所架構，旅館管理學院改名餐旅管理學院；成立教育與創新管理學院。
- 2021年：停招教育研究所。

### 停辦
2022年5月25日，校長張淑中在校內向一級主管及系主任傳達董事會停招決定，但對外稱只是內部討論而非定案。5月16日，校方單方面宣佈受到COVID-19疫情衝擊導致資金缺乏，8月前會資遣50多位教職員，並向教育部申請停辦，學生由教育部協助轉學。因董事會未如期完成捐資，7月14日教育部正式行文同意台灣首府大學111年各系所學制全面停招，並要求校方在7月31日之前，協助辦理學生（在校生及剛錄取的學生）分發說明會。
停招後，該校校地由臺南市政府接管、蓮潭國際會館由高雄市政府另規劃為國立陽明交通大學高雄校區、高雄國際會館繼續作為飯店營運。2024年8月30日，台南校區校舍轉型曾文市政願景園區作為公務機關用地。

### 歷任校長
| 任別     | 姓名   | 任期                      | 備註 |
| -------- | ------ | ------------------------- | ---- |
| 第一任   | 郭生玉 | 2000年8月－2001年7月      |      |
| 第二任   | 朱文雄 | 2001年8月－2008年1月      |      |
| 第三任   | 伍木林 | 2008年2月－2008年8月      | 代理 |
| 第四任   | 陳建勝 | 2008年9月－2009年7月      |      |
| 第五任   | 蔡易縉 | 2009年8月－2010年4月      | 代理 |
| 第六任   | 楊順聰 | 2010年4月－2013年4月      |      |
| 第七任   | 戴文雄 | 2013年5月－2013年7月      | 代理 |
| 第八任   | 陳響亮 | 2013年8月－2015年7月      |      |
| 第九任   | 許光華 | 2015年8月－2018年7月      |      |
| 第十任   | 戴文雄 | 2018年8月－2022年2月      |      |
| 第十一任 | 張淑中 | 2022年2月－2022年12月     |      |
| 第十二任 | 林博文 | 2022年12月－2023年7月31日 | 代理 |

## 爭議事件
学生抗議校方停辦決定

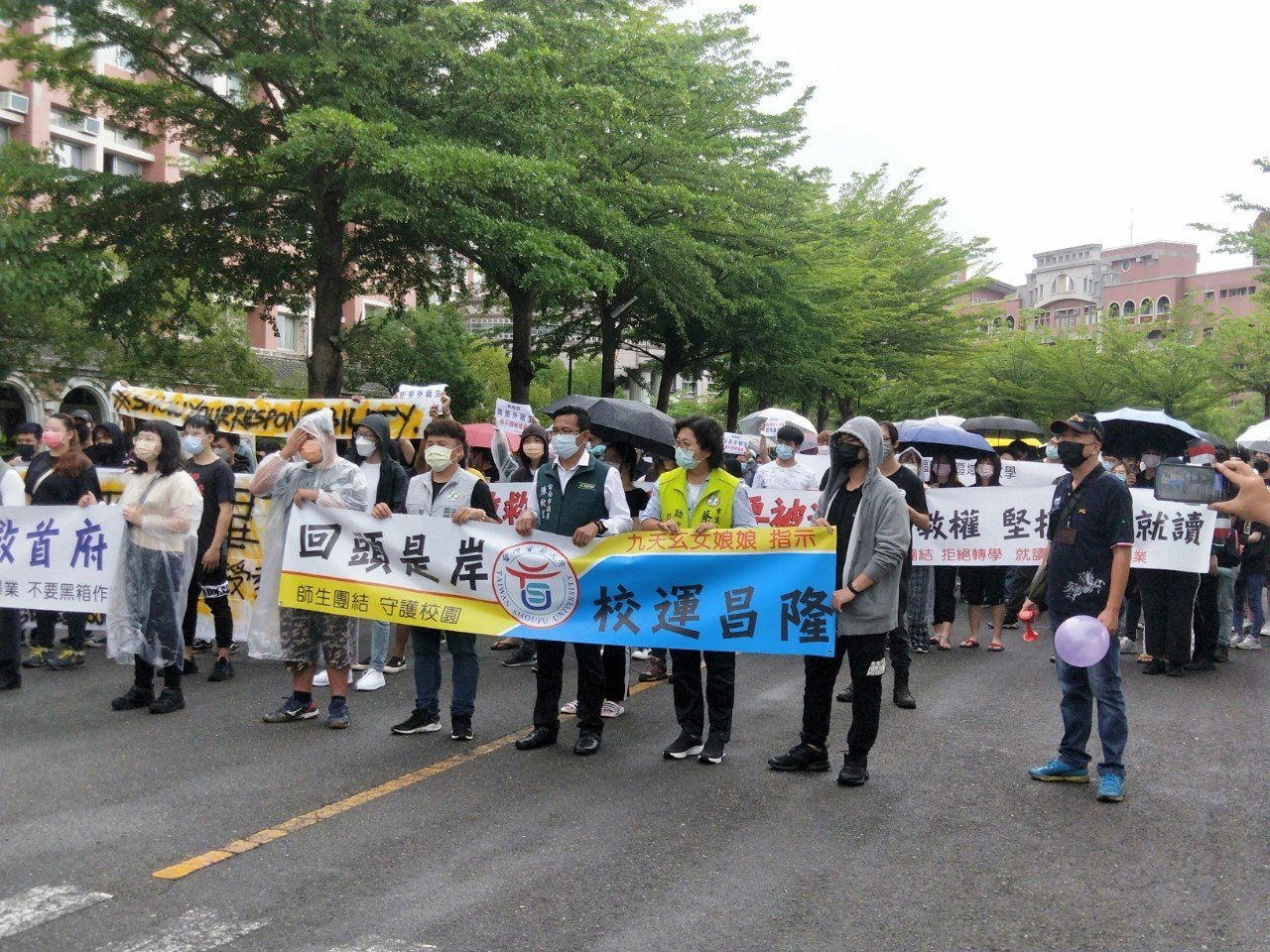
台灣首府大學學生會發起校內游行運動

2022年5月16日，台灣首府大學校長張淑中召開緊急會議在當日宣布全面停辦，811名師生包含外籍香港、馬來西亞、印尼等學生在毫無備選方案與解釋之下得到消息，此舉動震驚教育界被全國私立學校產業工會痛斥宛如開餐廳，5月24日，台灣首府大學學生會自主發起校內遊行運動並提出原校畢業的說詞但校方卻無對策解釋，此事件引發媒體的高度關注並再次開始探討台灣少子化與大學招生不足問題也因2019冠狀病毒病問題，私校招生問題再次被放大。